# میومیر پتروویچ
میومیر پتروویچ (انگلیسی: Miomir Petrović؛ ۱ دسامبر ۱۹۲۲ – ۲۲ نوامبر ۲۰۰۲) بازیکن فوتبال اهل یوگسلاوی بود.
از باشگاه‌هایی که در آن بازی کرده‌است می‌توان به باشگاه فوتبال ستاره سرخ بلگراد، باشگاه فوتبال یوگسلاویا، و باشگاه فوتبال پارتیزان اشاره کرد.
وی همچنین در تیم‌های ملی فوتبال جمهوری سوسیالیستی صربستان و یوگسلاوی بازی کرده‌است.